# Orientales, la Patria o la tumba
Orientales, la Patria o la tumba (en català, Orientals, la Pàtria o la tomba) és l'himne nacional de l'Uruguai. Va ser declarat oficial d'acord amb el decret del 8 de juliol de 1833. L'autor va ser Francisco Esteban Acuña de Figueroa, el mateix que va escriure l'himne nacional del Paraguai: Paraguayos, República o Muerte.
La lletra fa referència als trenta-tres orientals que van participar en la guerra per la independència el 1825, quan el futur país encara estava sota domini del Brasil. Així mateix, i per extensió, la paraula "orientals" és el gentilici que també s'usa per referir-se al poble uruguaià, és a dir, als ciutadans de la República Oriental de l'Uruguai (antiga Província Oriental).
La música va ser composta per Francisco José Debali, qui va comptar amb la col·laboració del músic aficionat Fernando Quijano. Va ser interpretada per primera vegada el 19 de juliol de 1845 i oficialitzada per decret del 25 de juliol de 1848 (dictat el 15 d'aquell mes). Noranta anys més tard (20 de maig de 1938) un nou decret incorpora modificacions de Gerardo Grasso i Benone Calcavecchia. La seva execució està regulada al costat de la utilització d'altres símbols nacionals per decret del 18 de febrer de 1952, articles 20, 21 i 22.
Per a Alex Marshall, crític musical britànic per a la revista The Guardian, l'himne de l'Uruguai és "una de les peces clàssiques més eufòriques". La seva durada habitual és de cinc minuts, la qual cosa el situa entre un dels més llargs.

## Lletra de l'himne
Lletra oficial de l'himne en castellà. La traducció en català és només informativa.
| Orientales, la Patria o la tumba. Libertad, o con gloria morir. Orientales, la Patria o la tumba. Libertad, o con gloria morir.                                                                                         | Orientals, la Pàtria o la tomba. Llibertat, o amb glòria morir. Orientals, la Pàtria o la tomba. Llibertat, o amb glòria morir.                                                                         |
| Es el voto que el alma pronuncia, y que heroicos, sabremos cumplir. Que sabremos cumplir. Es el voto que el alma pronuncia, y que heroicos, sabremos cumplir. Que sabremos cumplir. Sabremos cumplir! sabremos cumplir! | És el vot que l'ànima pronuncia, i que heroics, sabrem complir. Que sabrem complir. És el vot que l'ànima pronuncia, i que heroics, sabrem complir. Que sabrem complir. Sabrem complir! sabrem complir! |
| ¡Libertad, libertad, Orientales! Este grito a la patria salvó. Y a sus bravos, en fieras batallas, De entusiasmo sublime inflamó.                                                                                       | Llibertat, llibertat, Orientals! Aquest crit la pàtria va salvar. I els seus braus, en feres batalles, D'entusiasme sublim va inflamar.                                                                 |
| ¡Libertad, libertad, Orientales! Este grito a la patria salvó. Y a sus bravos, en fieras batallas, De entusiasmo sublime inflamó.                                                                                       | Llibertat, llibertat, Orientals! Aquest crit a la pàtria va salvar. I als seus braus, en feres batalles, D'entusiasme sublim va inflamar.                                                               |
| De este don sacrosanto la gloria merecimos Tiranos ¡temblad! Ah! | D'aquest do sacrosant la glòria vam merèixer Tirans tremoleu! Ah! |
| ¡Libertad! en la lid clamaremos Y muriendo, también ¡Libertad! Libertad en la lid clamaremos y muriendo, también ¡Libertad!! También ¡Libertad!                                                                         | Llibertat! en el combat clamarem I morint, també Llibertat! Llibertat en el combat clamarem i morint, també Llibertat!! També Llibertat!                                                                |
| Orientales, la Patria o la tumba. ¡Libertad, o con gloria morir! Orientales, la Patria o la tumba. ¡Libertad, o con gloria morir!                                                                                       | Orientals, la Pàtria o la tomba. Llibertat, o amb glòria morir! Orientals, la Pàtria o la tomba. Llibertat, o amb glòria morir!                                                                         |
| Es el voto que el alma pronuncia, y que heroicos, sabremos cumplir. que sabremos cumplir. Es el voto que el alma pronuncia, y que heroicos, sabremos cumplir. Que sabremos cumplir                                      | És el vot que l'ànima pronuncia, i que heroics, sabrem complir. que sabrem complir. És el vot que l'ànima pronuncia, i que heroics, sabrem complir. Que sabrem complir.                                 |
| Sabremos cumplir! | Sabrem complir! Sabrem complir! |